# Zdeňka Benešová
Zdeňka Benešová (* 30. prosince 1951) byla česká a československá politička Komunistické strany Československa a poslankyně Sněmovny národů Federálního shromáždění za normalizace.

## Biografie
K roku 1986 se profesně uvádí jako členka JZD. Ve volbách roku 1986 zasedla za KSČ do české části Sněmovny národů (volební obvod č. 73 - Přerov, Severomoravský kraj). Ve Federálním shromáždění setrvala do konce funkčního období, tedy do svobodných voleb roku 1990. Netýkal se jí proces kooptací do Federálního shromáždění po sametové revoluci.